# Abacavir/dolutegravir/lamivudine
Abacavir/dolutegravir/lamivudine (bán với tên biệt dược Triumeq) là thuốc công thức phối hợp liều cố định để điều trị HIV/AIDS. Dược phẩm này là một sự kết hợp của ba loại thuốc với các cơ chế khác nhau và bổ trợ lẫn nhau trong việc chống virus HIV: 600 mg abacavir (chất ức chế enzyme phiên mã ngược), 50 mg dolutegravir (chất ức chế integrase) và 300 mg lamivudine (chất ức chế enzyme phiên mã ngược tương tự nucleoside).
Loại thuốc được phát triển bởi ViiV Healthcare và được Cục Quản lý Thực phẩm và Dược phẩm phê duyệt để sử dụng tại Hoa Kỳ vào tháng 8 năm 2014.
Abacavir là một chất ức chế enzyme phiên mã ngược nucleotide. Cụ thể hơn thì abacavir là một chất giống guanosine gây cản trở quá trình "làm việc" cho enzyme DNA polymerase phụ thuộc RNA của virus HIV, và cuối cùng dẫn đến ức chế sự sao chép của HIV. Dolutegravir ức chế chu trình sao chép của HIV bằng cách liên kết với vị trí hoạt động của integrase và ức chế bước chuyển gen tích hợp DNA của HIV-1. Lamivudine là một chất tương tự cytosine ức chế sự phiên mã ngược của HIV bằng cách chấm dứt chuỗi DNA của virus.
Một năm sử dụng thuốc Triumeq có giá khoảng 33.000 đô la vì nó vẫn đang được cấp bằng sáng chế nên không có sẵn dưới dạng thuốc gốc. Vào tháng 7 năm 2015, ViiV Healthcare đã ký thỏa thuận với Desano Pharmaceuticals có trụ sở tại Thượng Hải cho nguồn cung cấp dolutegravir rẻ hơn (với tên là Tivicay) với mục tiêu cắt giảm chi phí ở Trung Quốc và các nước đang phát triển khác. Sau khi Tivicay được phê duyệt vào năm 2013, chi phí bán lẻ thuốc này chỉ là 14,000 đô la mỗi năm tại Hoa Kỳ.